# 五带副天竺鲷
五带副天竺鲷（学名：Paramia quinquelineatus）为天竺鲷科副天竺鲷属的鱼类。分布于印度洋非洲东岸至太平洋中部诸岛、南至澳大利亚以及南海诸岛海域等。